# 293 pr. n. št.
Stoletja: 4. stoletje pr. n. št. - 3. stoletje pr. n. št. - 2. stoletje pr. n. št.
Desetletja: 340. pr. n. št. 330. pr. n. št. 320. pr. n. št. 310. pr. n. št. 300. pr. n. št. - 290. pr. n. št. - 280. pr. n. št. 270. pr. n. št. 260. pr. n. št. 250. pr. n. št. 240. pr. n. št.
Leta: 298 pr. n. št. 297 pr. n. št. 296 pr. n. št. 295 pr. n. št. 294 pr. n. št. - 293 pr. n. št. - 292 pr. n. št. 291 pr. n. št. 290 pr. n. št. 289 pr. n. št. 288 pr. n. št.